# Bellmund
Bellmund (franska: Belmont) är en ort och kommun i distriktet Biel i kantonen Bern, Schweiz. Kommunen har 1 784 invånare (2023).